# Шилов, Артур
Артур Шилов (Артурс Шиловс; латыш. Artūrs Šilovs; род. 22 марта 2001, Вентспилс) — латвийский хоккеист, вратарь клуба НХЛ «Ванкувер Кэнакс». В составе сборной Латвии — бронзовый призёр чемпионата мира 2023, был признан самым ценным игроком чемпионата.

## Карьера
Начал хоккейную карьеру в клубе «Рига» в высшей лиге чемпионата Латвии. На драфте НХЛ 2019 года был выбран в 6-м раунде под общим 156-м номером клубом «Ванкувер Кэнакс», но продолжил карьеру в «Барри Кольтс» из хоккейной лиги Онтарио.
В 2021 году начал играть за «Абботсфорд Кэнакс», зафиксировав процент сейвов 0,888 для команды в 10 играх сезона 2021/22.
15 февраля 2023 года дебютировал в НХЛ за «Ванкувер Кэнакс» против «Нью-Йорк Рейнджерс»; матч закончился победой «Рейнджерс» со счётом 6:4.